# Kostakis Artymatas
Kostakis Artymatas (Paralimni, Chipre, 15 de abril de 1993) es un futbolista chipriota que juega de centrocampista en el Anorthosis Famagusta de la Primera División de Chipre.

## Selección nacional
Ha sido internacional con la selección de Chipre en 77 ocasiones. Anteriormente lo había sido con las categorías inferiores.

## Clubes
| Club                  | País   | Año       | Partidos | Goles |
| --------------------- | ------ | --------- | -------- | ----- |
| Enosis Neon Paralimni | Chipre | 2012-2013 | 18       | 3     |
| APOEL de Nicosia      | Chipre | 2013-2019 | 107      | 2     |
| AO Kerkyra (cedido)   | Grecia | 2017-2018 | 27       | 0     |
| Anorthosis Famagusta  | Chipre | 2019-     | 167      | 8     |

## Palmarés

### Títulos nacionales
| Título                     | Club                 | País   | Año  |
| -------------------------- | -------------------- | ------ | ---- |
| Supercopa de Chipre        | APOEL de Nicosia     | Chipre | 2013 |
| Primera División de Chipre | APOEL de Nicosia     | Chipre | 2014 |
| Copa de Chipre             | APOEL de Nicosia     | Chipre | 2014 |
| Primera División de Chipre | APOEL de Nicosia     | Chipre | 2015 |
| Copa de Chipre             | APOEL de Nicosia     | Chipre | 2015 |
| Primera División de Chipre | APOEL de Nicosia     | Chipre | 2016 |
| Primera División de Chipre | APOEL de Nicosia     | Chipre | 2017 |
| Primera División de Chipre | APOEL de Nicosia     | Chipre | 2019 |
| Copa de Chipre             | Anorthosis Famagusta | Chipre | 2021 |